# Jürg Grünenfelder
Pour les articles homonymes, voir Grünenfelder.
Jürg Grünenfelder, né le 8 janvier 1974 à Elm, est un skieur alpin suisse qui a mis fin à sa carrière sportive à la fin de la saison 2006.
Il fait partie d'une famille de skieurs, son frère Tobias et sa sœur Corina, sont aussi actifs en ski alpin.

## Palmarès

### Jeux olympiques d'hiver
| Épreuve / Édition | Nagano 1998 |
| Descente          | 4e          |
| Combiné           | DNF         |

### Championnats du monde
| Épreuve / Édition | Vail 1999 | Bormio 2005 |
| Descente          | 15e       | 13e         |

### Coupe du monde
- Meilleur classement final : 42e en 2005.
- Meilleur résultat : 2e (1 podium).